# Ludwigsland
Ludwigsland ist ein Gemeindeteil von Wilhelmsthal im Landkreis Kronach (Oberfranken, Bayern).

## Geographie
Der Weiler Ludwigsland bildet mit Redwitzerhöh im Nordosten eine geschlossene Siedlung. Sie liegt auf einem schmalen Bergrücken, der nach allen Seiten außer im Osten abfällt. Eine Gemeindeverbindungsstraße führt nach Remschlitz (0,6 km südlich), ein Wirtschaftsweg nach Tempenberg (2,7 km nordöstlich).

## Geschichte
Gegen Ende des 18. Jahrhunderts gab es in Ludwigsland zwei Anwesen. Das Hochgericht übte das bambergische Centamt Kronach aus. Die Grundherrschaft über die zwei Söldengütlein hatte das Kastenamt Kronach.
Mit dem Ersten Gemeindeedikt wurde Ludwigsland dem 1808 gebildeten Steuerdistrikt Friesen und der 1818 gebildeten Ruralgemeinde Roßlach zugewiesen. Am 1. Januar 1978 wurde Ludwigsland im Zuge der Gebietsreform in Bayern in die Gemeinde Steinberg eingegliedert, die am 1. Mai 1978 nach Wilhelmsthal eingemeindet wurde.

### Einwohnerentwicklung
| Jahr      | 001818 | 001861 | 001871 | 001885 | 001900 | 001925 | 001950 | 001961 | 001970 | 001987 |
| Einwohner | 18     | 15     | 14     | 13     | 15     | 14     | 15     | 16     | 17     | 24     |
| Häuser    | 2      |        |        | 3      | 2      | 2      | 2      | 2      |        | 3      |
| Quelle    | [ 5 ]  | [ 7 ]  | [ 8 ]  | [ 9 ]  | [ 10 ] | [ 11 ] | [ 12 ] | [ 13 ] | [ 14 ] | [ 1 ]  |

## Religion
Der Ort ist römisch-katholisch geprägt und gehörte ursprünglich zur Kirchengemeinde St. Georg in Friesen, einer Filiale von Kronach. Seit Ende des 19. Jahrhunderts gehört er zur Filiale St. Leonhard in Zeyern.